# NetworkManager
NetworkManager is een computerprogramma voor Unix-achtige besturingssystemen dat netwerken beheert. Het project werd opgestart in 2004 door Red Hat.

## Overzicht
Red Hat startte het NetworkManager-project in 2004 met het doel om in Linux makkelijk computernetwerken te beheren. NetworkManager probeert de beste beschikbare verbinding te gebruiken als er uitval optreedt of als de gebruikter roamt tussen draadloze netwerken. Het verkiest ongekende ethernet-verbindingen wanneer er ook gekende draadloze netwerken zijn. Hiervoor wordt gebruikgemaakt van SSID's. Indien nodig wordt gevraagd om het wachtwoord bij WEP of WPA in te typen.
NetworkManager was het eerste project voor Linux dat gebruikmaakte van de uitbreidbaarheid van D-Bus en HAL. Sinds juni 2009 wordt echter niet meer gebruikgemaakt van HAL.
NetworkManager bestaat uit twee onderdelen:
- een service die verbindingen beheert en netwerkveranderingen rapporteert
- een grafische desktop-applet die de gebruiker toestaat om netwerkverbindingen te veranderen. De nmcli-applet biedt gelijkaardige functies via een CLI. Daarnaast is er ook een curses-tekstomgeving voor de CLI.[3]

Beide onderdelen zijn extreem portable volgens de ontwikkelaars. De applet is beschikbaar voor desktopomgevingen die gebruikmaken van de Freedesktop.org-richtlijnen System Tray Protocol, waaronder GNOME, KDE en Xfce. Omdat de onderdelen communiceren met D-Bus kunnen toepassingen geschreven worden om bewust te zijn van het dataverbruik of om de geboden applet volledig te vervangen. Een voorbeeld hiervan is KNetworkManager, een KDE-frontend voor NetworkManager ontwikkeld door Novell voor SUSE Linux.

## Grafische gebruikersinterfaces
- NetworkManagement: Network Manager-backend voor KDE4, biedt een plasmawidget.
- KNetworkManager: de KDE3-frontend ontwikkeld door Novell.[5] Er is ook een volledig herschreven versie beschikbaar voor KDE4.[6]
- nm-applet: de GNOME-applet voor NetworkManager.
- nmcli: ingebouwde command-line-interface (toegevoegd in 2010 zoals in Fedora 13 alfa,[7] dat uitgegeven werd eind mei 2010).
- cnetworkmanager: command-line-interface voor NetworkManager.[8]